# لیلی (جورجیا)
لیلی، جورجیا (به انگلیسی: Lilly, Georgia) یک شهر در ایالات متحده آمریکا با جمعیت ۲۲۱ نفر است که در جورجیا واقع شده‌است.

## موقعیت جغرافیایی
موقعیت جغرافیایی شهرها و مناطق اطراف به شرح زیر است: